# Abafalva
Abafalva (szlovákul Abovce) község Szlovákiában, a Besztercebányai kerület Rimaszombati járásában.

## Fekvése
Tornaljától 11 km-re délre, a Sajó bal partján, a magyar határ mellett fekszik. Majdnem egybeépült a szomszédos Sajószentkirállyal. Keresztülhalad a falun a Rimaszécsen (9 km) át Rimaszombatra (31 km) vezető 571-es út, mely itt csatlakozik a 67-es főút Bánrévét Tornaljával összekötő szakaszához.
Északról Sajószentkirály, nyugatról Hanva, délnyugatról Sajólénártfalva, délkeletről Bánréve, északkeletről Serényfalva községekkel határos. Keleti határa egyben államhatárt alkot Magyarország és Szlovákia között. Nyugati határának egy részét a Sajó alkotja.

## Története
A hagyomány szerint a Rima, a Gortva és Sajó folyók völgyei által határolt terület első birtokosa a kabarok törzséből származó Hanvai család volt. Az első falu feltehetően a 11. században keletkezett a család birtokán, ez azonban a tatárjárás során elpusztult. A falu területét az Aba nemzetség 1249 és 1251 között szerezte meg. Első írásos említése 1268-ból származik "terra Aba filii Serefin" néven. A mai települést is a 13. században alapították, mert egy oklevélben említik a Sajó völgyében vezető fontos utat, mely "Via in villam Abafaluam", tehát Abafalun vezet keresztül. A 14. századra Abafalu a környék egyik legnagyobb településévé fejlődött. 1339-ben az egri káptalan oklevele már "Abafalva" néven említi. Luxemburgi Zsigmond 1393. május 1-jén, Budán kelt oklevele a településnek vásártartási jogot engedélyez.
A 15. század elején Abaffy János birtokában 23 jobbágytelek volt a községben. Az 1440-es években a husziták betörései zaklatták az itt élőket, lakói közül sokan elmenekültek. A 16. században lakói reformátusok lettek. 1588-ban 3 egész, 7 fél jobbágytelek és 4 zsellércsalád volt a faluban. 1599-ben 17 ház állt a településen. A 18. század elején az Újváry család szerzett birtokot itt. 1709-ben pestisjárvány pusztított és kuruc harcok miatt is csökkent a lakosság száma. 1720-ban 9 család élt a faluban, mely éhínséggel küszködött. A források szerint 1728-ra a település lakatlanná lett.
1740 körül az Abaffyak főként katolikus szlovákokkal telepítették újra, de az 1773. évi feljegyzések már főként magyarokat említenek itt 1 jobbágy és 6 zsellércsaláddal. Az 1787-es népszámlálás 52 családot és 304 lakost talált a községben. 1828-ban 66 házában 440 lakos élt.
Vályi András szerint: „ABAFALVA. Tót, és magyar falu Gömör Vármegyében, bírtokosai több Uraságok, lakosai katolikusok, fekszik Putnok Varosától nem meszsze. Születése helye az Abafi nemzetségnek, melly különböző az erdélyi híres ABAFI nemzetségtöl, ’s jeles kastéllyával, és szép kertyével díszesíttetik. E’ falunak meszsze terjedő szántó földgyei vagynak a’ Sajó felé, ’s mind búzát, mind gabonát termékenyen hoz; piatza három mértföldnyire, legelője elegendő, fája tűzre, és épűletre a’ mennyi kell, káposztás földgyei is termékenyek, pénzt kereshetnek a’ lakosok só hordással, és szőlö munkával; első Osztálybéli.”
Fényes Elek így ír a községről: „Abafalva, Gömör vármegyének volt putnoki járásában, rónaságon, Miskolcz felé vivő országúthoz közel nyugotra; a határán keresztül folyó Sajóviz keleti oldalán alólrúl Bánréve, felülről Szentkirály helységek szomszédságában fekszik. Diszesíti ezen helységet Abafi Károly kir. tan. kastélya, csinos épületekkel terhelt udvara, s szép izlésü kerte. Van itt a rom. katholikusoknak templomjok, kissé emelkedett dombon, a falu felső végén. Lakosok száma 468, ezek közül férfi 190, asszony 198, – r. kath. 380, evang. 22, református 6 (az öszveg ki nem ütését a születteknek be nem számitása teszi) mindnyájan magyar nyelven beszélnek. Van az egész helységben 5 6/8 urbéri házhely, 34 4/8 majorsági, 32 zsellér és 360 hold erdő s legelő. Igen jó búzatermő földe, s marhahizlaló legelője; a juh s más ehez hasonlók tenyésztése fénnyel üzetik. A helység nagyobb részit, az érdeklett országút nyugat oldaláni úgynevezett vigyorgó korcsmát is egészen Abafi Károly úr birja; a helység más részeinek pedig Abafi Gusztáv és Keviczki Károly urak tulajdonosai.”
Gömör-Kishont vármegye monográfiája szerint: „Abafalva. Sajómenti magyar kisközség, túlnyomóan róm. kath. vallású lakosokkal, kiknek száma 786. Házainak száma 122. Az egri káptalan egyik oklevelében már 1339-ben a mai nevén szerepel. 1379-ben, a mikor az Abafiak kapnak a községre adományt I. Lajos királytól, még Borsod vármegyéhez számítják. 1465-ben már Gömörhöz tartozik és ez időben Kis-Várkony neve is van, de ugyanakkor Kis-Abafalvát is említik. Mint régente borsodvármegyei helység, sűrűn szerepel e vármegye XVI. és XVII. századi jegyzőkönyveiben. Akkor a Várkonyi család volt a földesura. Az Abaffiak itt most is birtokosok. A mult század elején birtokos lett itt a Keviczky család, 1848 után pedig a Molnár család is. A községben két kastély és egy régi úrilak van. Az egyiket az Abaffy család építtette, ez most özv. Molnár Viktornéé; a másikat, mely Fodor Gusztávé, a Keviczkyek építtették; a harmadikat jelenlegi tulajdonosa, özv. Molnár Viktorné építtette. A község kath. temploma a XV. század elejéről való. E községhez tartoznak Miklósfalva, Erzsébet, Vigyorgó és Abaffi puszták. Miklósfalva pusztát, egykor községet, 1431-ben a Jánosiak, 1480 körül a Fügediek, ezek után meg az Abaffyak bírták. A mult század közepén az Abaffyakon kívül a szepesi káptalan is birtokos volt itt. A község postája, távírója és vasúti állomása Bánréve.”
1920 előtt Gömör-Kishont vármegye Tornaljai járásához tartozott. 1938 és 1944 között – az I. bécsi döntés következtében – ismét magyar fennhatóság alá került.
1945. január 23-án a község 67 lakosát kényszermunkára a Szovjetunióba hurcolták. A Beneš-dekrétumok alapján 1947. január 22-én 27 családot erőszakkal csehországi kényszermunkára deportáltak. 1975 és 1991 között Sajószentkirály község része volt. 2010. július 3-án súlyos jégverés pusztított a községben, sok háztetőt tönkretéve.

## Népessége
| Év:            | 1994. | 2004.    | 2014.   | 2024.   |
| -------------- | ----- | -------- | ------- | ------- |
| Emberek száma: | 563   | 626      | 624     | 612     |
| Eltérés:       |       | +11,19 % | -0,31 % | -1,92 % |

| Év:            | 2023. | 2024.   |
| -------------- | ----- | ------- |
| Emberek száma: | 637   | 612     |
| Eltérés:       |       | -3,92 % |

1910-ben 738 magyar lakosa volt.
1991-ben 580 lakosának 81%-a magyar.
2001-ben 606 lakosából 402 magyar, 117 szlovák és 70 cigány nemzetiségűnek vallotta magát.
2011-ben 593 lakosából 397 magyar, 135 szlovák és 46 cigány.
2022-ben 627 lakosából 466 magyar (74,3%), 134 szlovák, 19 cigány 3 német, 1 bolgár, 4 ismeretlen nemzetiségű.

## Nevezetességei
- Neogótikus római katolikus temploma 1907-ben épült.
- Az Abaffy-kastély előtt 2005 májusában felállított kopjafa Cselényi Árpád alkotása.
- A kitelepítettek és kényszermunkára hurcoltak emléktábláját 2005. január 23-án helyezték el a katolikus templom falán.

## Képtár

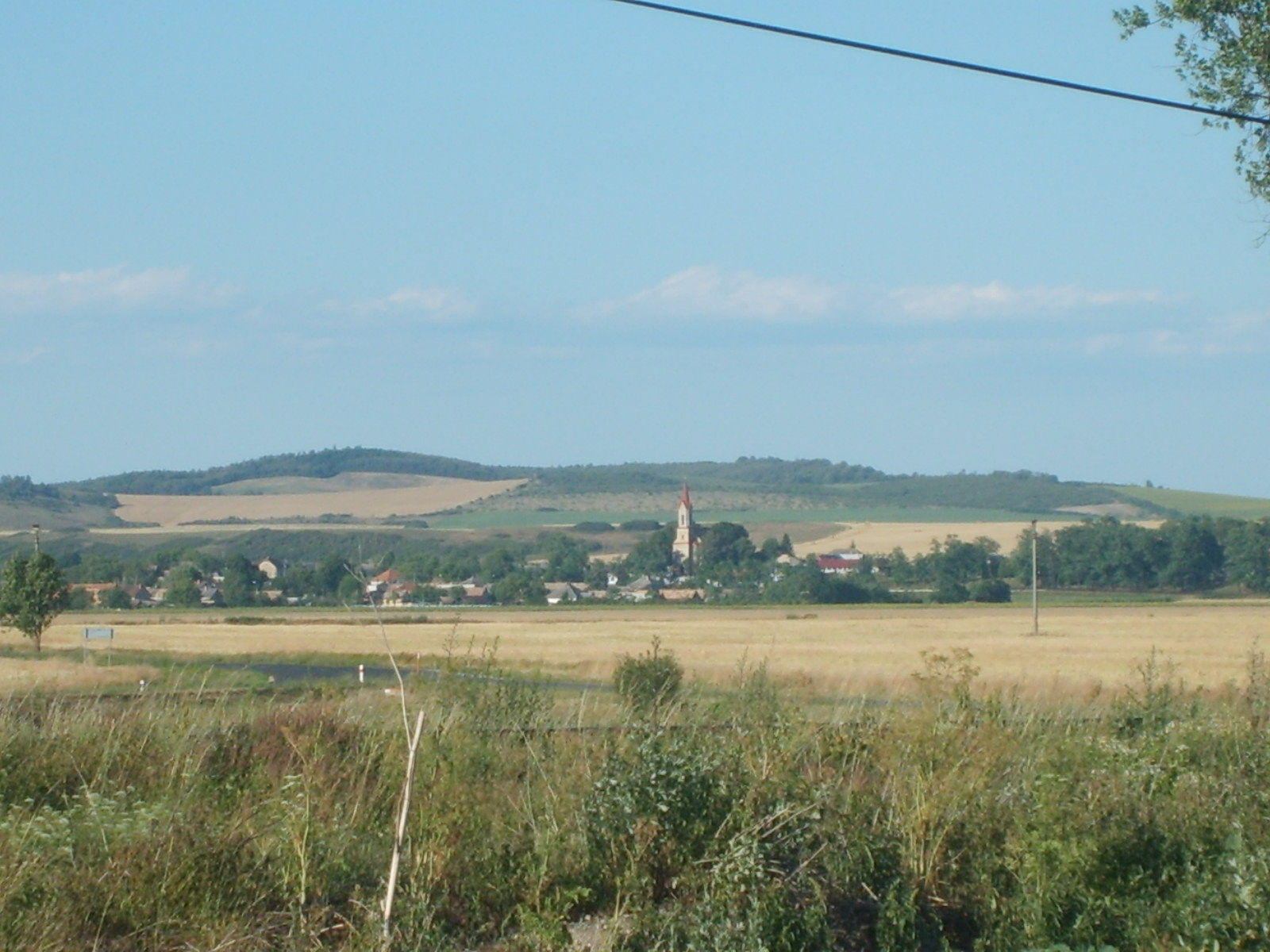
Abafalva látképe Sajólénártfalva felől
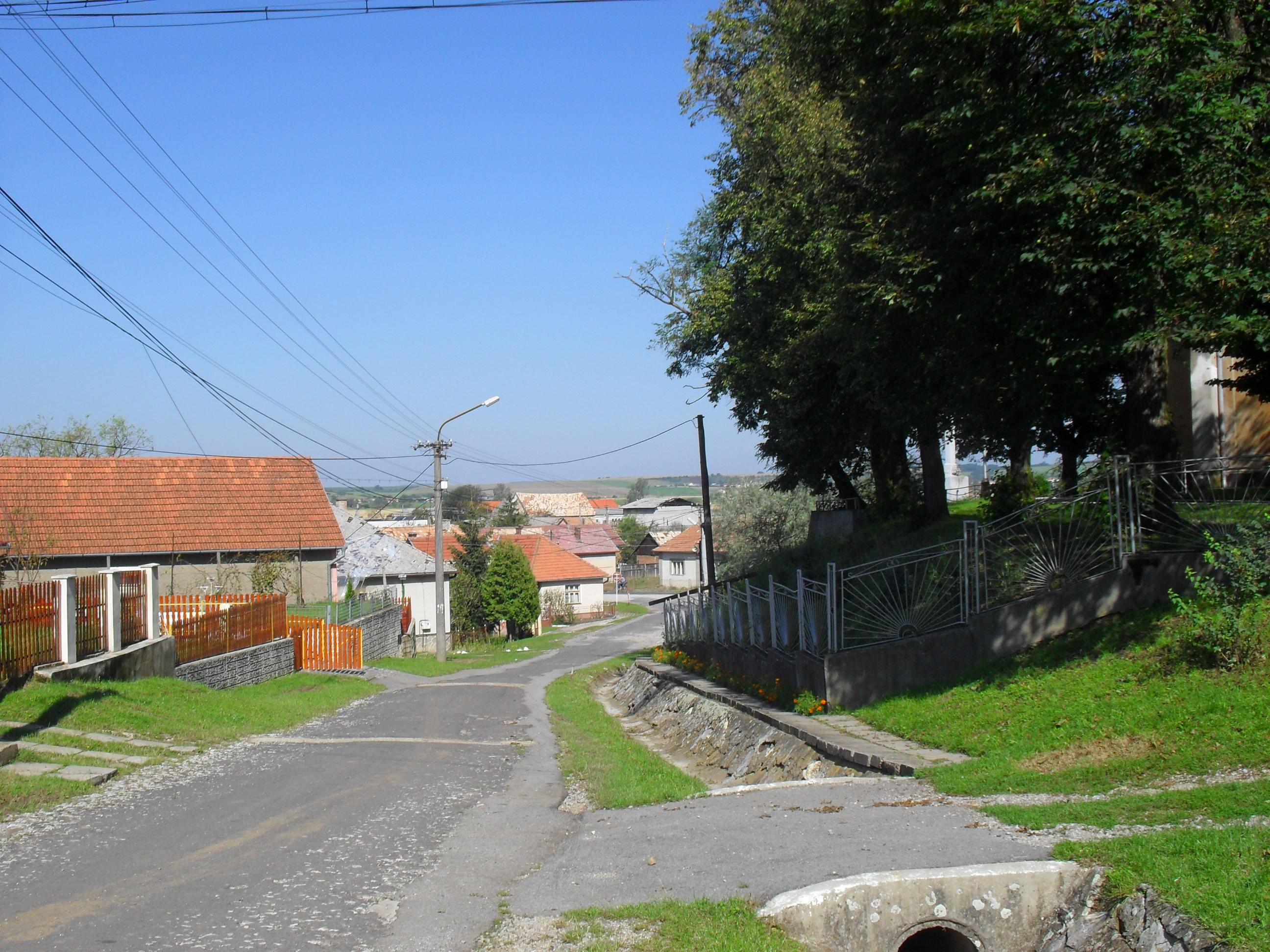
Utcakép
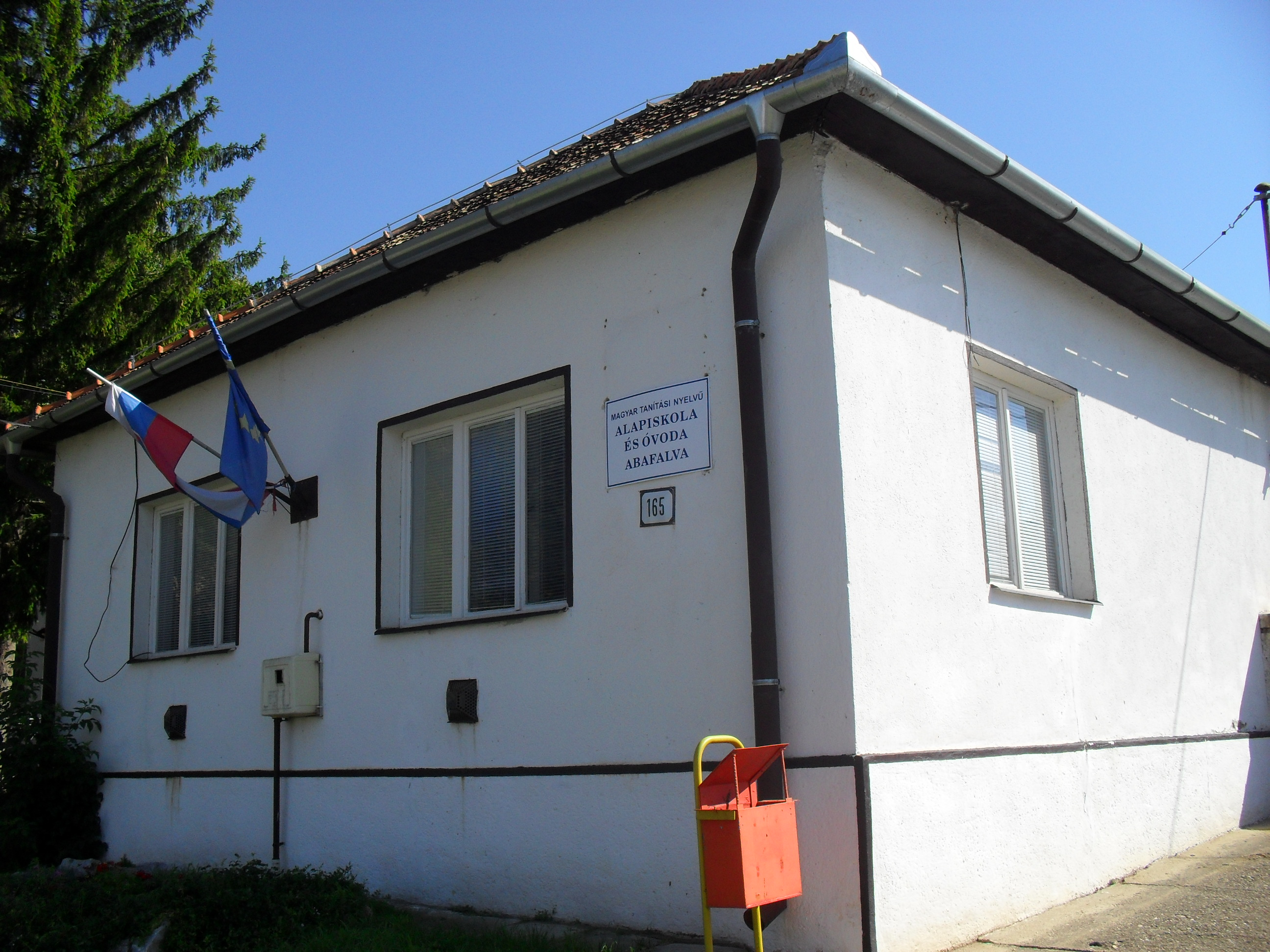
Alapiskola és óvoda
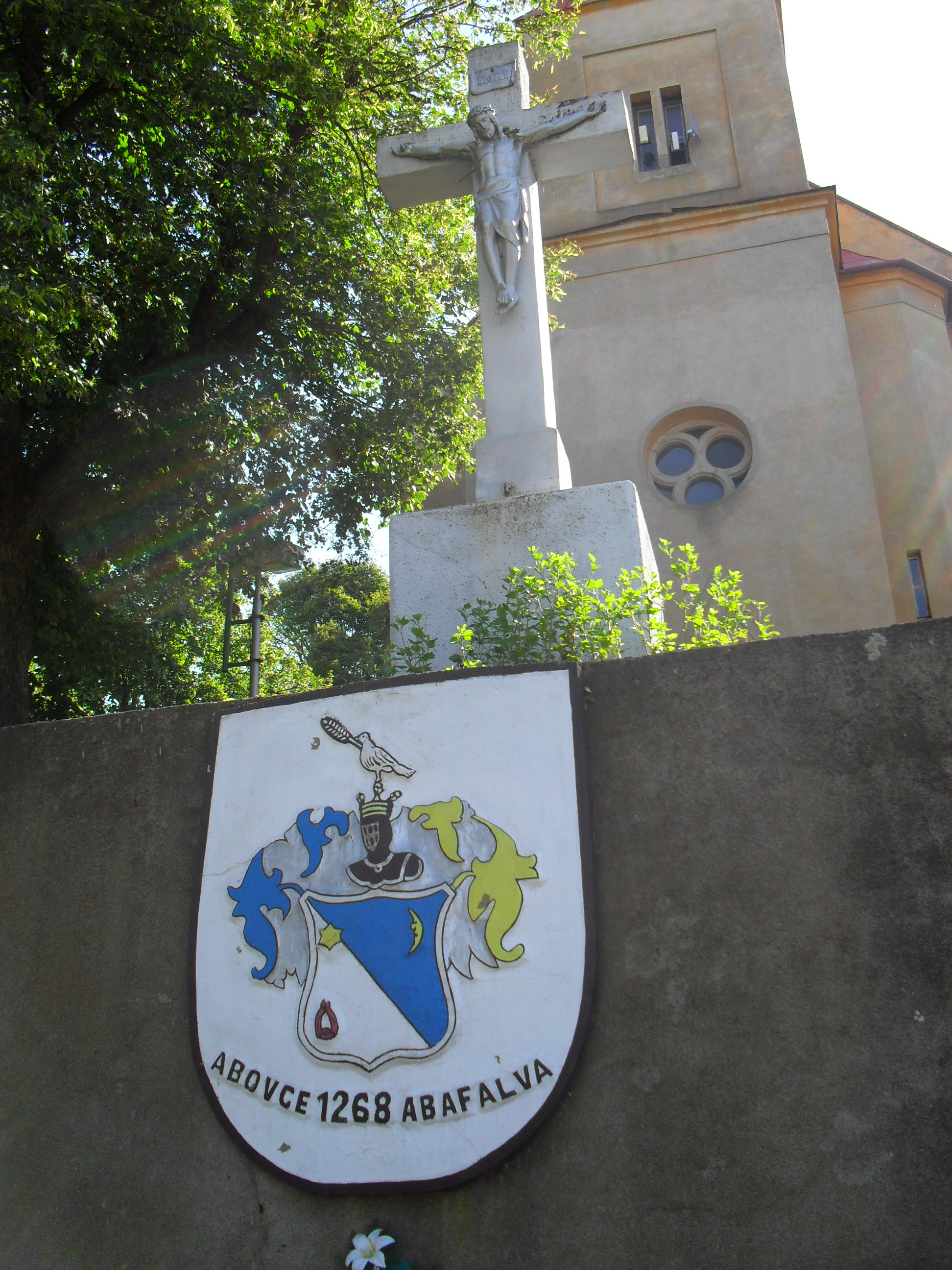
A templom előtt álló feszület
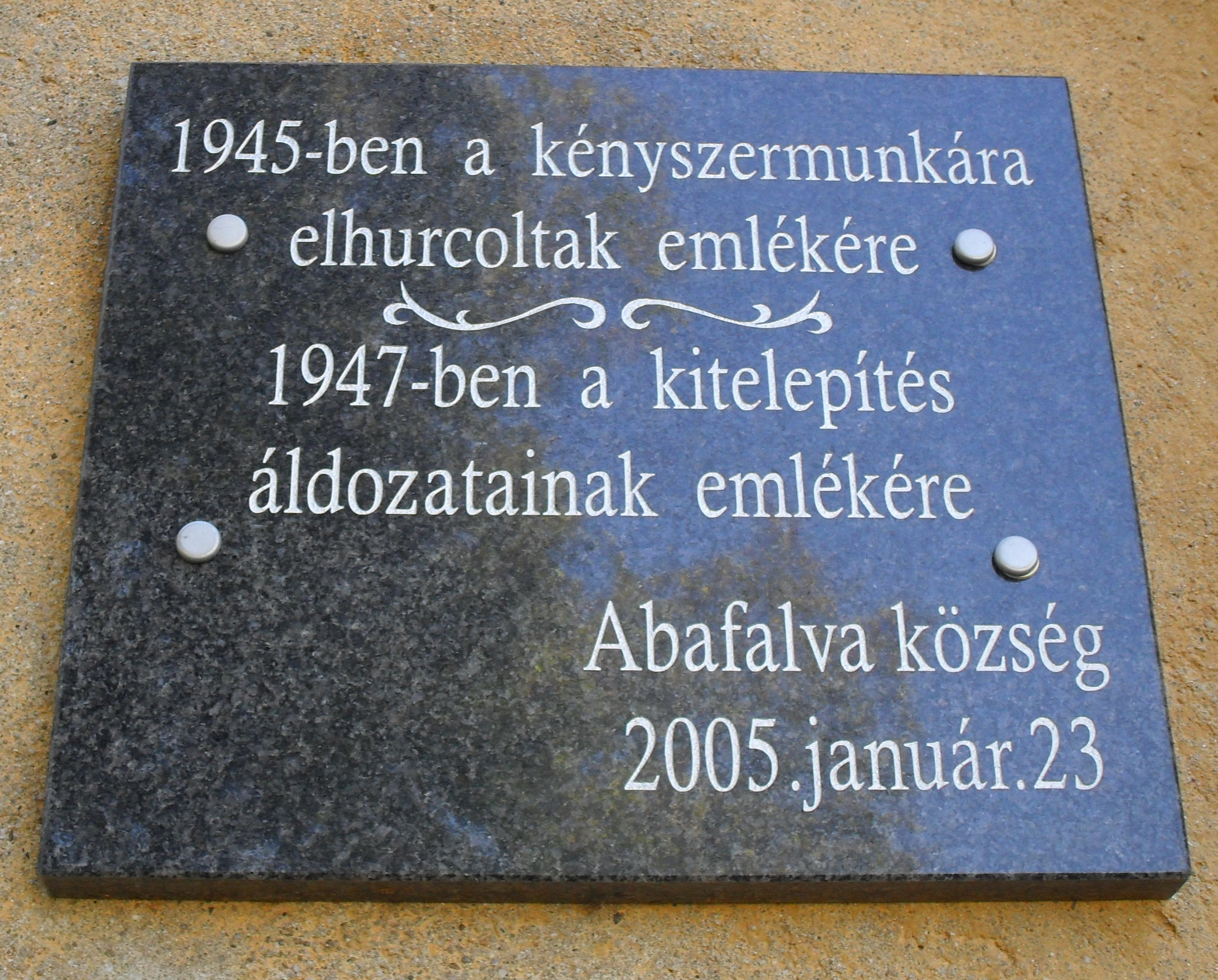
A meghurcoltak emléktáblája
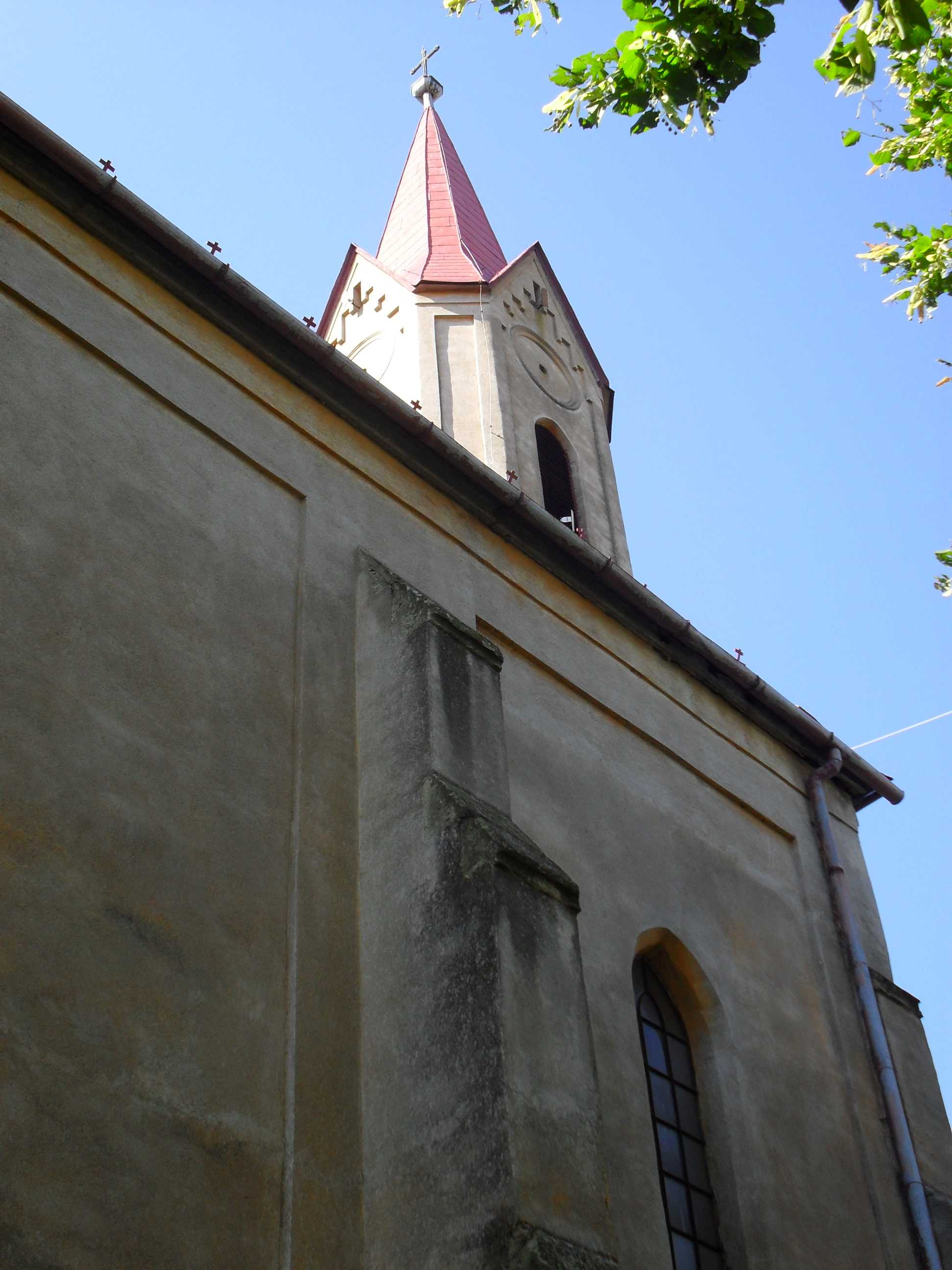
Katolikus templom
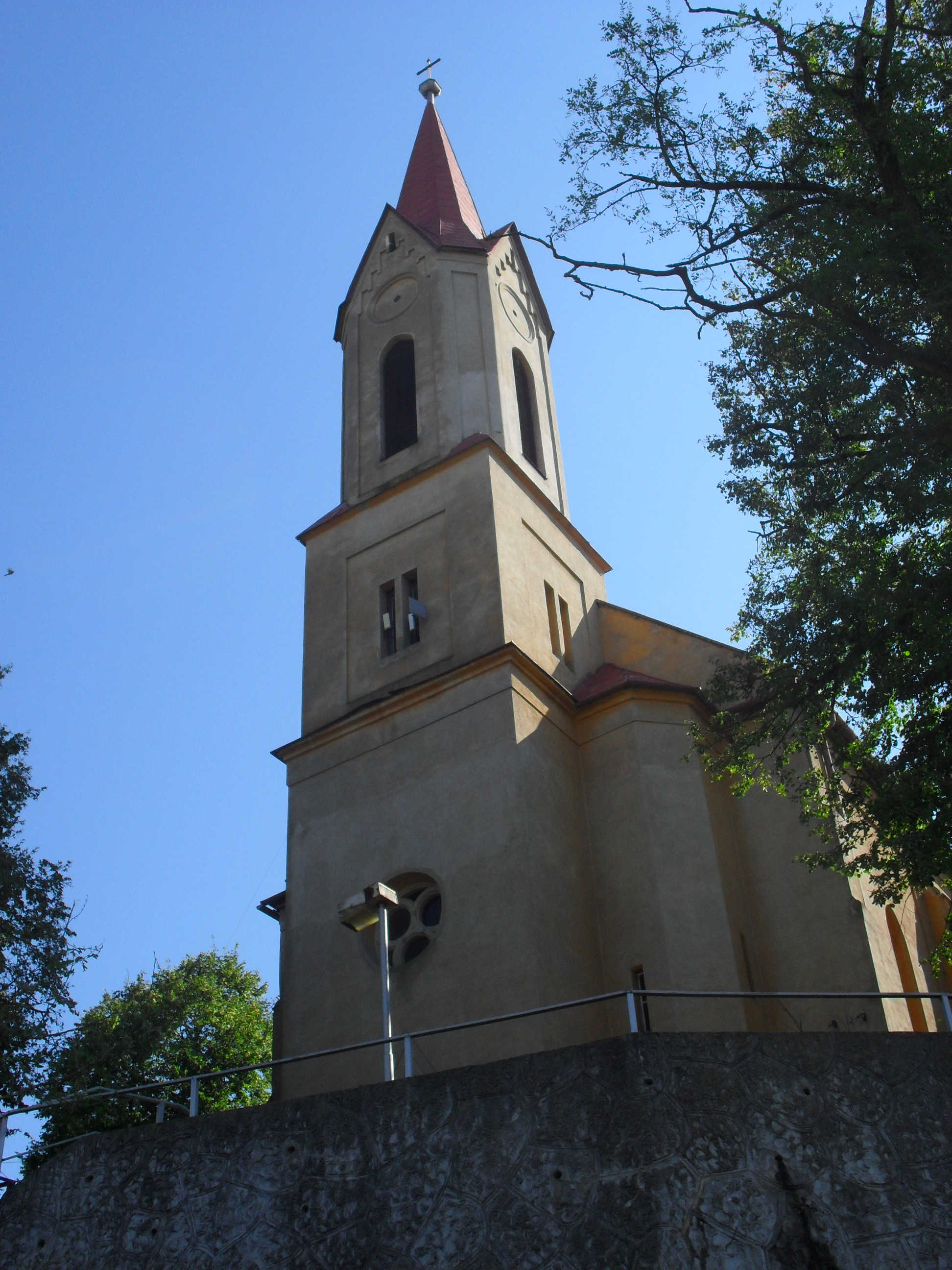
Római katolikus templom
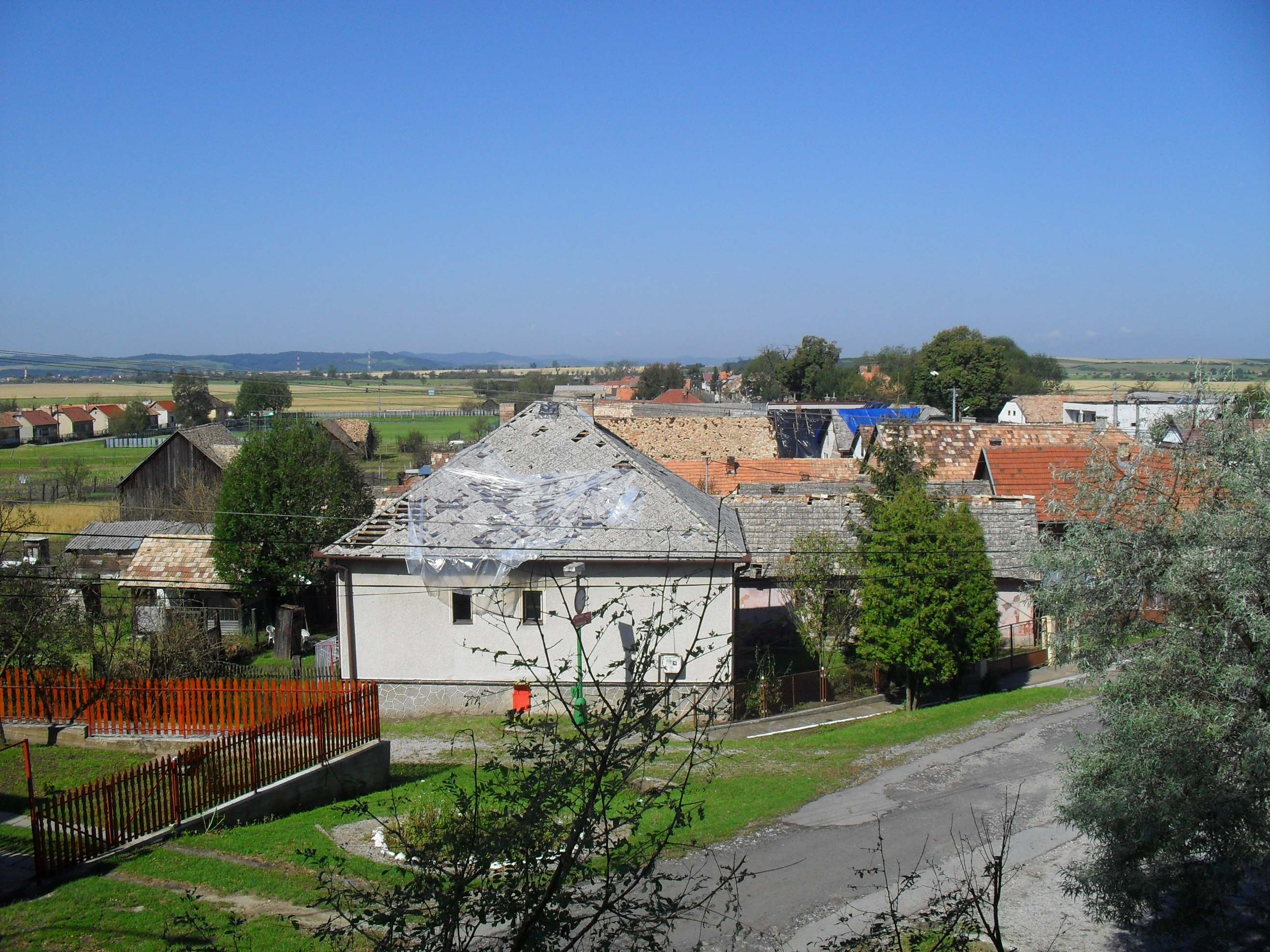
A 2010. július 3-i jégverés nyomai a faluban
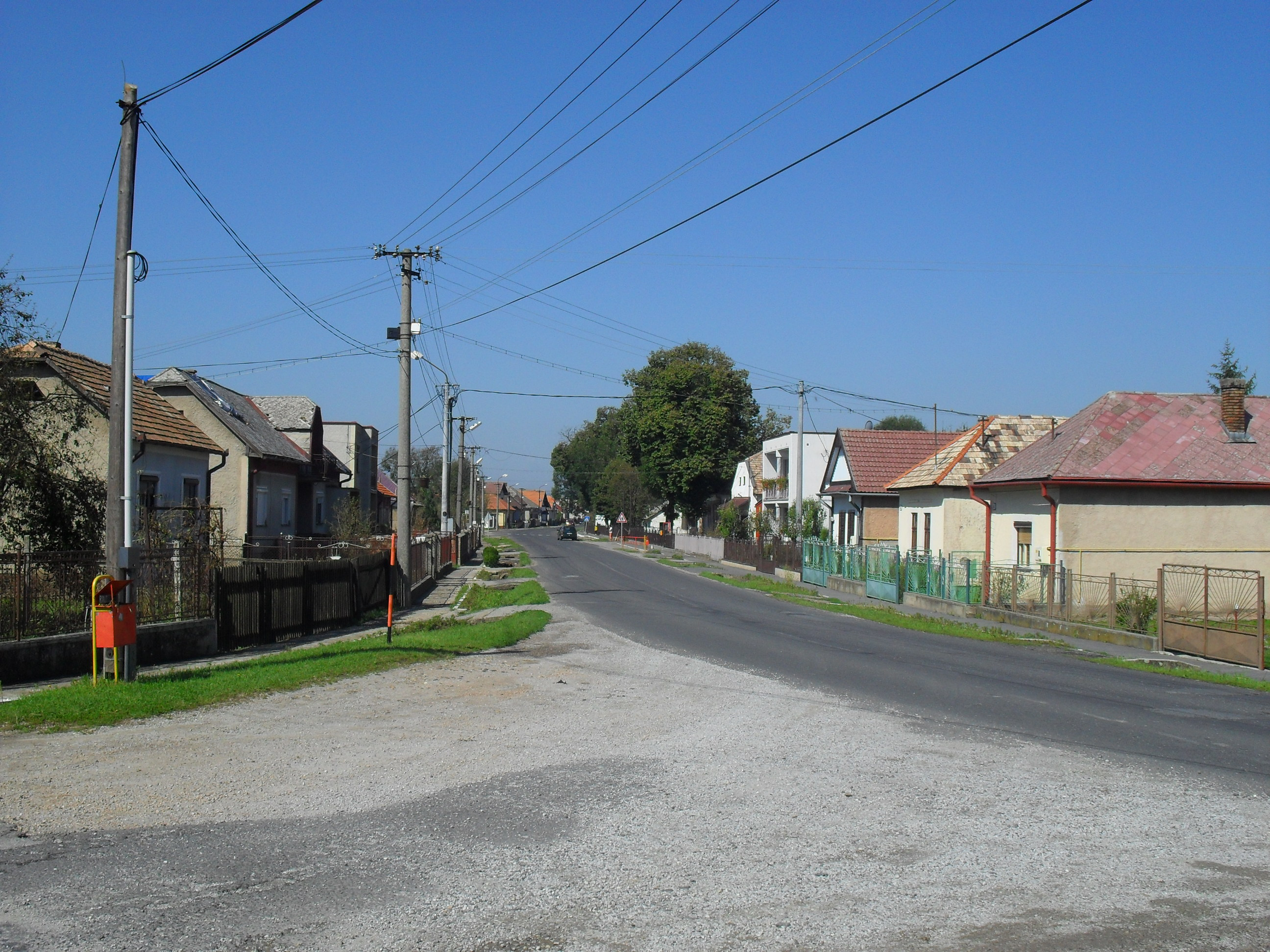
Utcakép
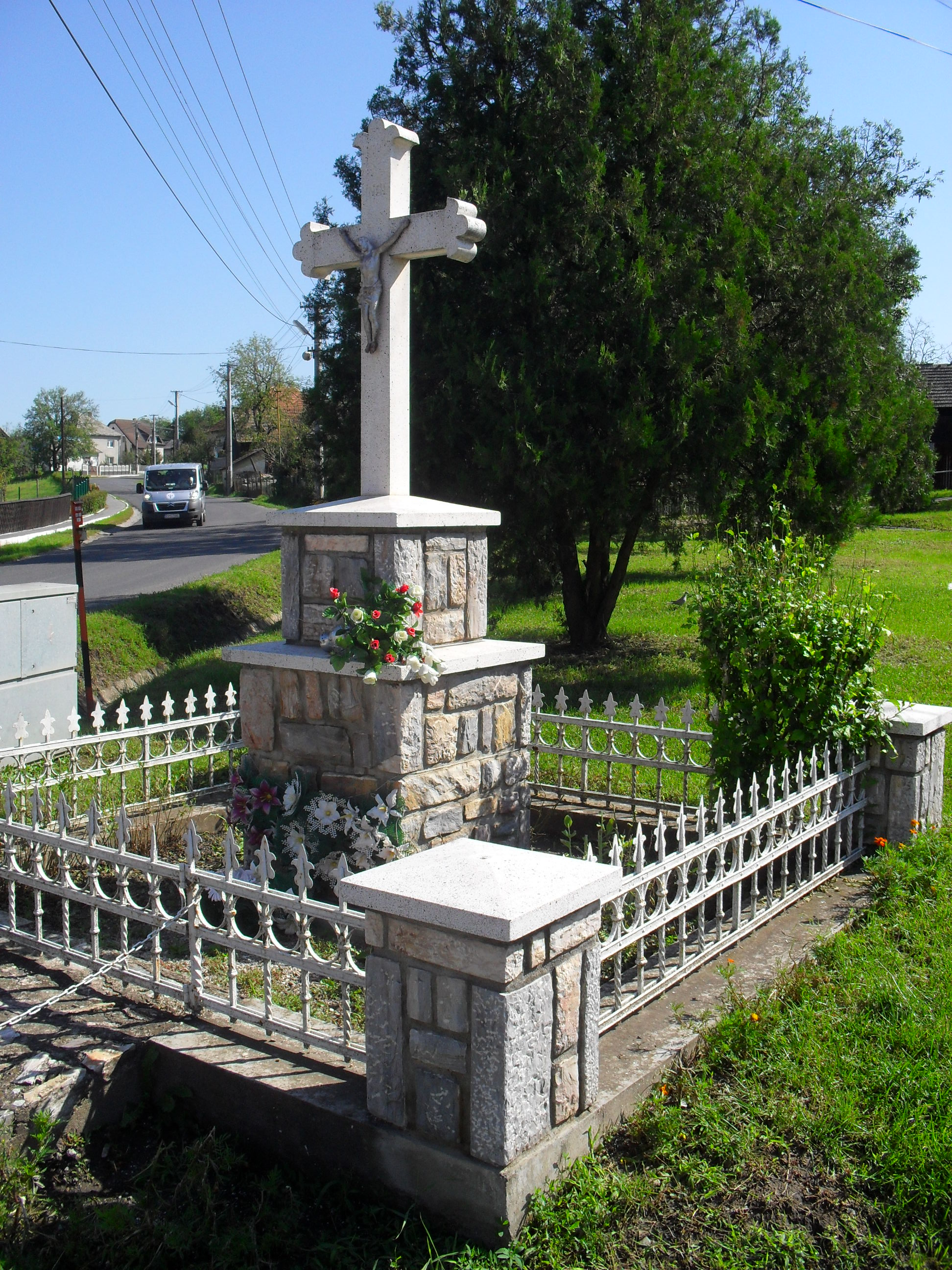
Feszület
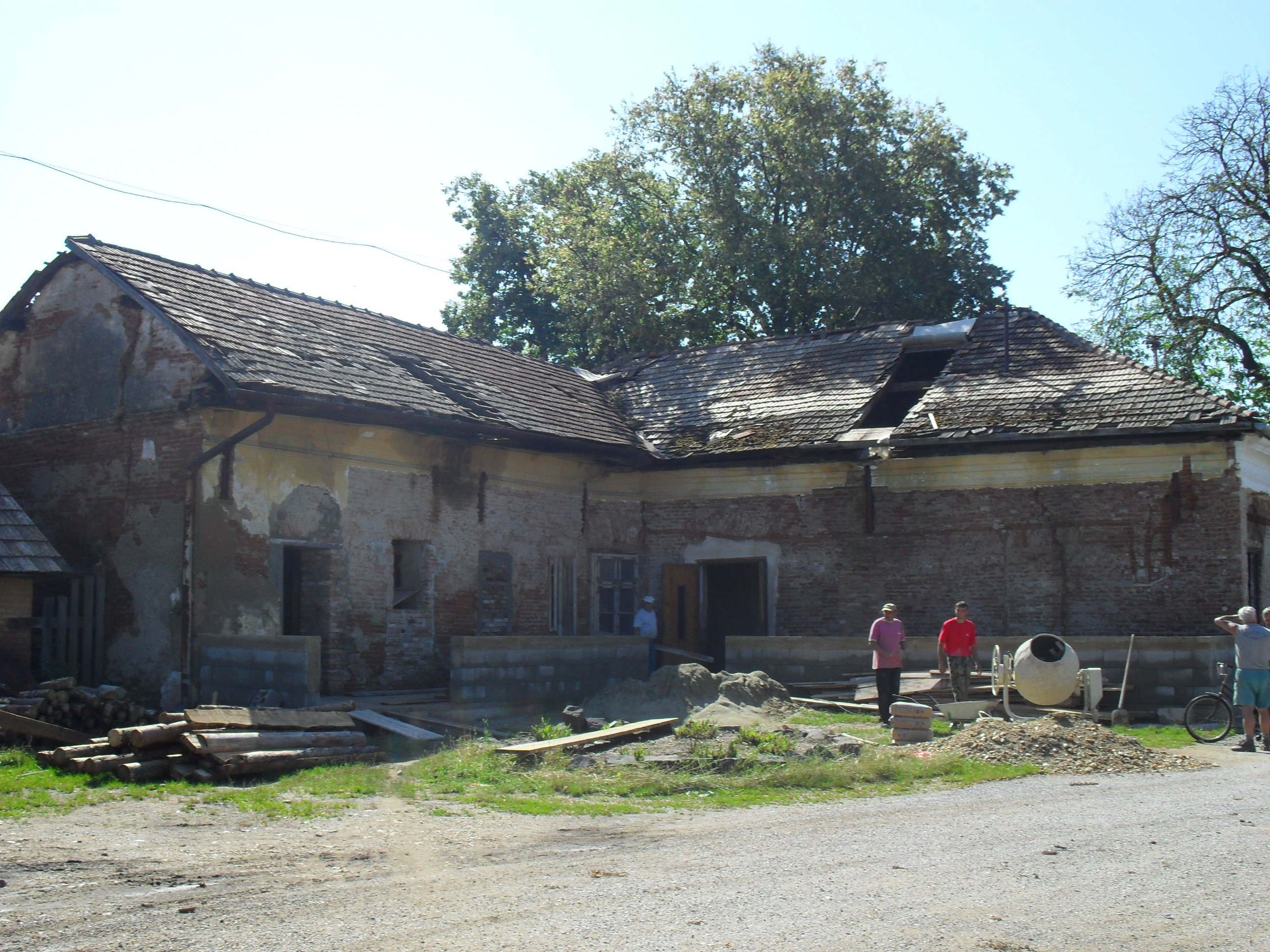
Jégverte háztető